# Шант (медицина)
Шант је преливање крви из једне циркулације у другу.

## Етиологија
Аномална комуникација између системске и плућне циркулације јавља се у облику отвора (дефекта) на атријалном или вентрикуларном срчаном септуму или у виду канала (лат. ductus arteriosus persistens) између плућне артерије и аорте. Последица је преливање – шант крви из једне циркулације у другу. Крв, наиме, као и свака друга течност, иде из система вишег притиска у систем нижег притиска, односно тамо где је отпор мањи.
Ако крв прелази из плућне циркулације у системску (десно-леви шант), венска крв одлази у артеријски систем смањујући засићеност артеријске крви кисеоником, што се манифестује појавом цијанозе (плавичаста боја коже и видљивих слузокожа). Зависно од величине шанта и системског волумена крви, цијаноза може бити различитог степена: од једва приметне, благе, до екстремно тешке, у којој незасићеност артеријске крви кисеоником може износити и 50%. Сразмерно незасићености артеријске крви кисеоником (која делује стимулативно на коштану срж) развија се компензаторна полиглобулија, а прсти постају маљичасти (лат. digiti Hippocrati), ноктију сличних покровном стаклу часовника. Пример такве урођене срчане мане (УСМ) је тетралогија Фало (лат. Fallot).
Ако крв прелази из системске циркулације у плућну (лево-десни шант) постоји рециркулација крви кроз плућа, тј. повећава се волумен крви која циркулише кроз плућа. Нема цијанозе јер артеријска крв одлази у венски систем, али десна комора се оптерећује додатним волуменом крви. Временом, због стално повећаног волумена крви која циркулише у плућима, долази до развоја опструктивних лезија у мишићним артеријама и артериолама плућа, тј. до плексогеничке плућне артериопатије. Ове промене пролазе, према Хиту и Едвардсу, кроз шест степени. До половине III степена, хипертензивне опструктивне лезије у плућима су реверзибилне. Притисак у десној комори се повећава (уз оптерећење волуменом крви у дијастоли десна комора бива оптерећена и повећаним крвним притиском у систоли). Лево-десни шант се смањује, а када лезије пређу у касни III степен, долази до реверзије шанта у десно-леви са појавом цијанозе, тј. до Ајзенменгерове болести фазе постојеће УСМ.